# Zespół Szkół Budowlano-Drzewnych im. Armii Krajowej w Żywcu
Zespół Szkół Budowlano-Drzewnych w Żywcu im. Armii Krajowej – publiczne technikum i branżowa szkoła I stopnia w Żywcu-Zabłociu.

## Historia
Szkoła powstała 1 października 1887 roku pod nazwą Krajowa Szkoła Przemysłowa dla Stolarstwa i Zabawek. Później dokonano zmiany nazwy na Uzupełniająca Szkoła Przemysłowa. Do 1914 roku szkoła kształciła tylko chłopców. W 1925 roku dokonano kolejnej zmiany nazwy na Publiczną Szkołę Zawodową Dokształcającą. Od 1947 roku szkoła prowadziła naukę w 2 systemach: dziennym oraz wieczorowym. Od 1956 roku podjęto kształcenie młodzieży w 50 zawodach. Dokonano też zmiany nazwy na Zasadniczą Szkołę Zawodową, która utrzymała się do 1975 roku, w którym to przekształcono ją w Zespół Szkół Budowlano-Drzewnych. 15 października 1999 Zespół Szkół Budowlano-Drzewnych otrzymał imię Armii Krajowej.

## Kierunki kształcenia
Obecnie w Zespole Szkół Budowlano-Drzewnych funkcjonuje Technikum nr 2 oraz Branżowa Szkoła I stopnia nr 2.
W ramach branżowej szkoły I stopnia można kształcić się w następujących zawodach:
- murarz-tynkarz
- fryzjer
- stolarz
- betoniarz-zbrojarz
- monter sieci i instalacji sanitarnych
- monter zabudowy i robót wykończeniowych w budownictwie.

Dodatkowo funkcjonuje tu tzw. klasa wielozawodowa, w której uczy się młodzież, odbywająca naukę rzadkich zawodów, mająca status pracowników młodocianych.
W ramach technikum funkcjonują następujące kierunki:
- technik budownictwa
- technik grafiki i poligrafii cyfrowej (od roku szkolnego 2017/2018)
- technik geodeta
- technik inżynierii sanitarnej
- technik architektury krajobrazu
- technik usług fryzjerskich
- technik fotografii i multimediów
- technik urządzeń i systemów energetyki odnawialnej
- technik przemysłu mody (od roku szkolnego 2017/2018).

Do roku szkolnego 2011/2012 prowadzono także kształcenie w kierunkach:
- technik drogownictwa
- technik technologii drewna oraz
- technik technologii odzieży.